# Коричневополосая кошачья акула
Коричневополосая кошачья акула (лат. Chiloscyllium punctatum) — вид акул род азиатских кошачьих акул одноимённого семейства отряда воббегонгообразных. Эти акулы обитают в Индийском и Тихом океане на глубине до 85 м. Максимальный зарегистрированный размер 121 см . У этих акул удлинённое тело ровного коричневого цвета. Рацион состоит из костистых рыб и беспозвоночных. Они размножаются, откладывая яйца. Хорошо уживаются в неволе. Представляют умеренный интерес для коммерческого рыбного промысла.

## Таксономия
Впервые вид научно описан в 1838 году. В старой научной литературе этих акул часто ошибочно идентифицировали с белопятнистыми кошачьими акулами, серыми кошачьими акулами и Chiloscyllium hasseltii. Голотип утрачен. Неотип представляет собой самку длиной 35,2 см, пойманную у берегов острова Ява. Видовое название происходит от слова лат. punctatum — «покрытый точками».

## Ареал
Коричневополосые кошачьи акулы обитают в восточной части Индийского океана и в западной части Тихого океана. Они распространены у берегов Андаманских островов, Малайзии, Сингапура, Таиланда, Индонезии (Ява, Суматра, Сулавеси, Комодо), Вьетнама, КНР, Тайваня, Японии, Филиппин, у южного побережья Новой Гвинеи и на севере Австралии (Северные Территории, Западная Австралия, Квинсленд). Эти акулы встречаются в прибрежных водах на коралловых рифах, в частности в приливных водоёмах, на береговой линии, но могут заплывать на глубину до 85 м.

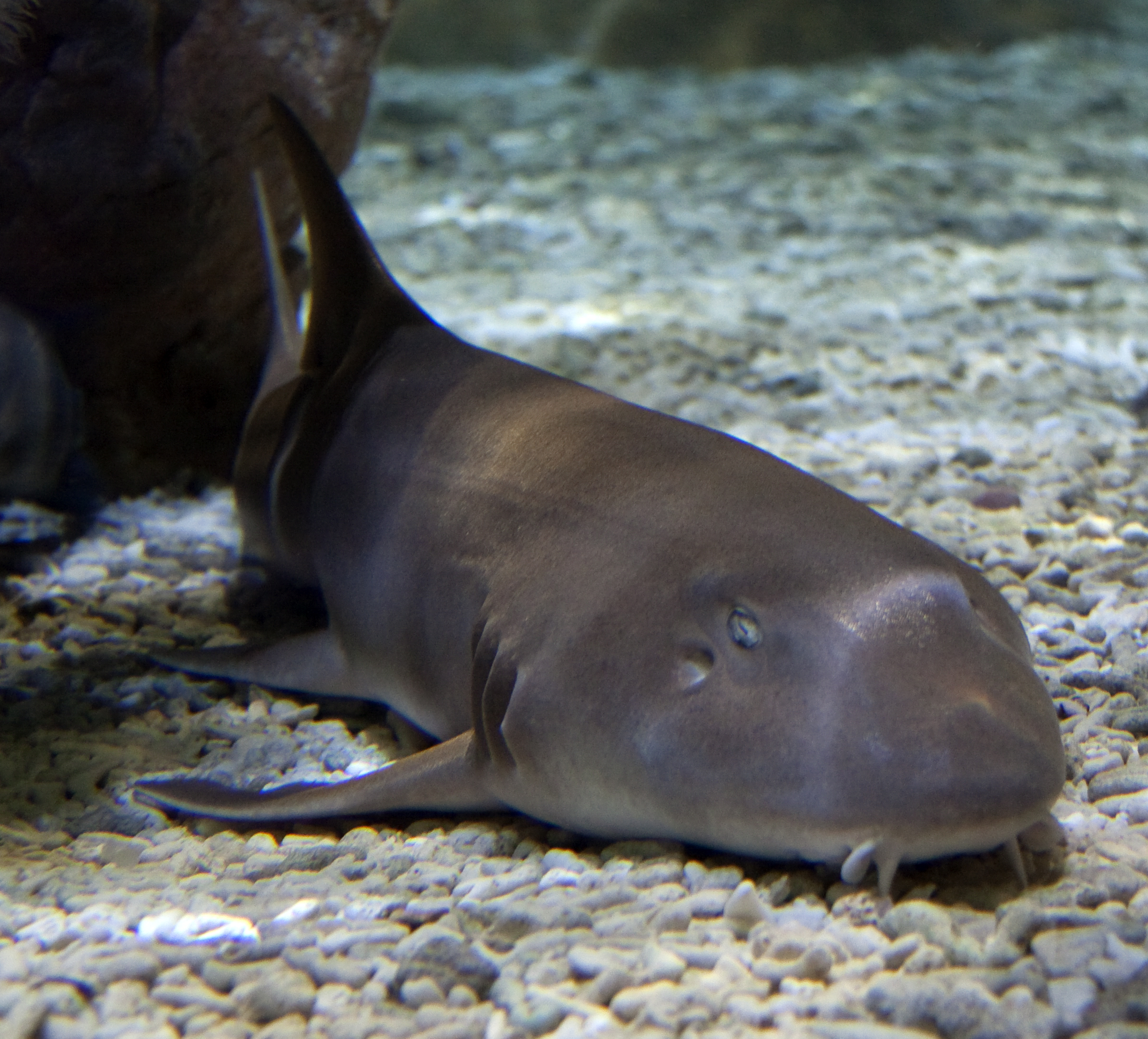

## Описание
У коричневополосых кошачьих акул тонкое цилиндрическое тело без латеральных и дорсальных выступов. Голова лишена латеральных складок кожи. Рыло закруглённое. Глаза расположены дорсолатерально. Вокруг глаз имеются слегка приподнятые гребни. Подвижное верхнее веко и окологлазничные впадины отсутствуют. Глаза довольно крупные, их длина составляет 1,5—2,4 % длины тела. Позади глаз имеются крупные брызгальца. Жаберные щели маленькие, пятая и четвёртая жаберные щели расположены близко друг к другу. Ноздри обрамлены усиками. Внешний край назальных выходных отверстий окружён складками и бороздками. Маленький почти поперечный рот расположен перед глазам и сдвинут к кончику рыла. Нижние губные складки соединяются с подбородком посредством кожных складок. Нижние и верхние зубы не имеют чётких различий, оснащены центральным остриём и несколькими латеральными зубчиками. 
Расстояние от кончика рыла до грудных плавников равно 16,2—18,4 % длины тела. Грудные и брюшные плавники довольно крупные и закруглённые. Первый спинной плавник немного больше второго. Шипы у их основания отсутствуют. Расстояние между их основаниями невелико, слегка превышает длину основания первого спинного плавника и равно 9,1—12,7 % длины тела. Основание первого спинного плавника начинается на уровне середины основания брюшных плавников. Высота первого и второго спинных плавников равна 6,8—9,9 % и 6,4—8,4 % длины тела соответственно. Основание длинного, невысокого и килеобразного анального плавника расположено позади основания второго спинного плавника. Длина основания анального плавника менее чем в 6 раз превышает его высоту. Расстояние от кончика рыла до анального отверстия составляет 32,7—35,8 % длины тела. Дистанция между анальным отверстием и кончиком хвостового плавника равна 61,1—64,4 % длины тела. Хвостовой плавник асимметричный, у края верхней удлинённой лопасти имеется вентральная выемка. Нижняя лопасть неразвита. Латеральные кили и прекаудальная ямка на хвостовом стебле отсутствуют. Общее число позвонков 136—170. Количество витков спирального кишечного клапана 20. Окраска ровного жёлто-коричневого цвета, тело молодых акул покрыто тёмными полосами и чёрными точками.

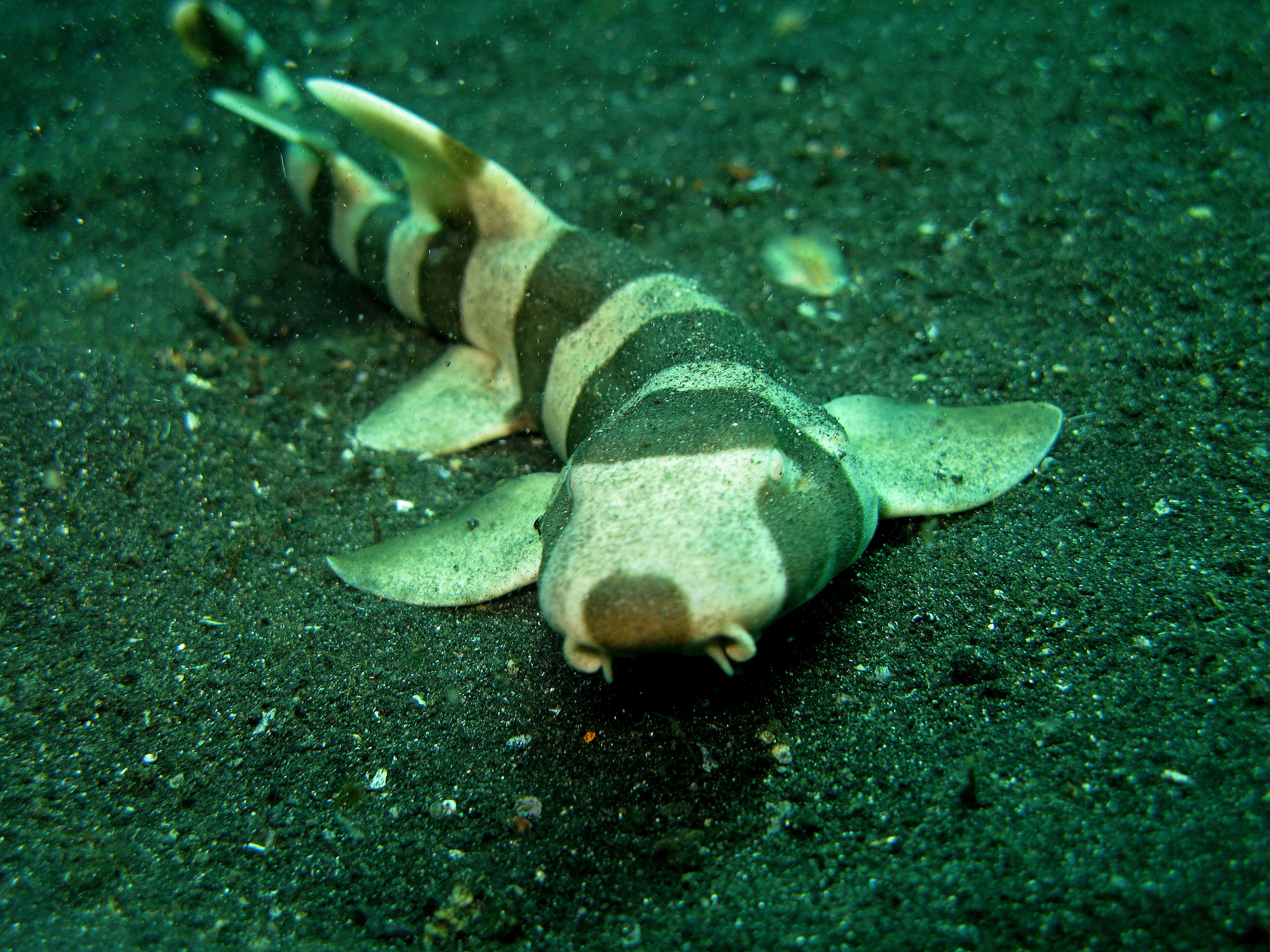
Молодая коричневополосая кошачья акула.

## Биология

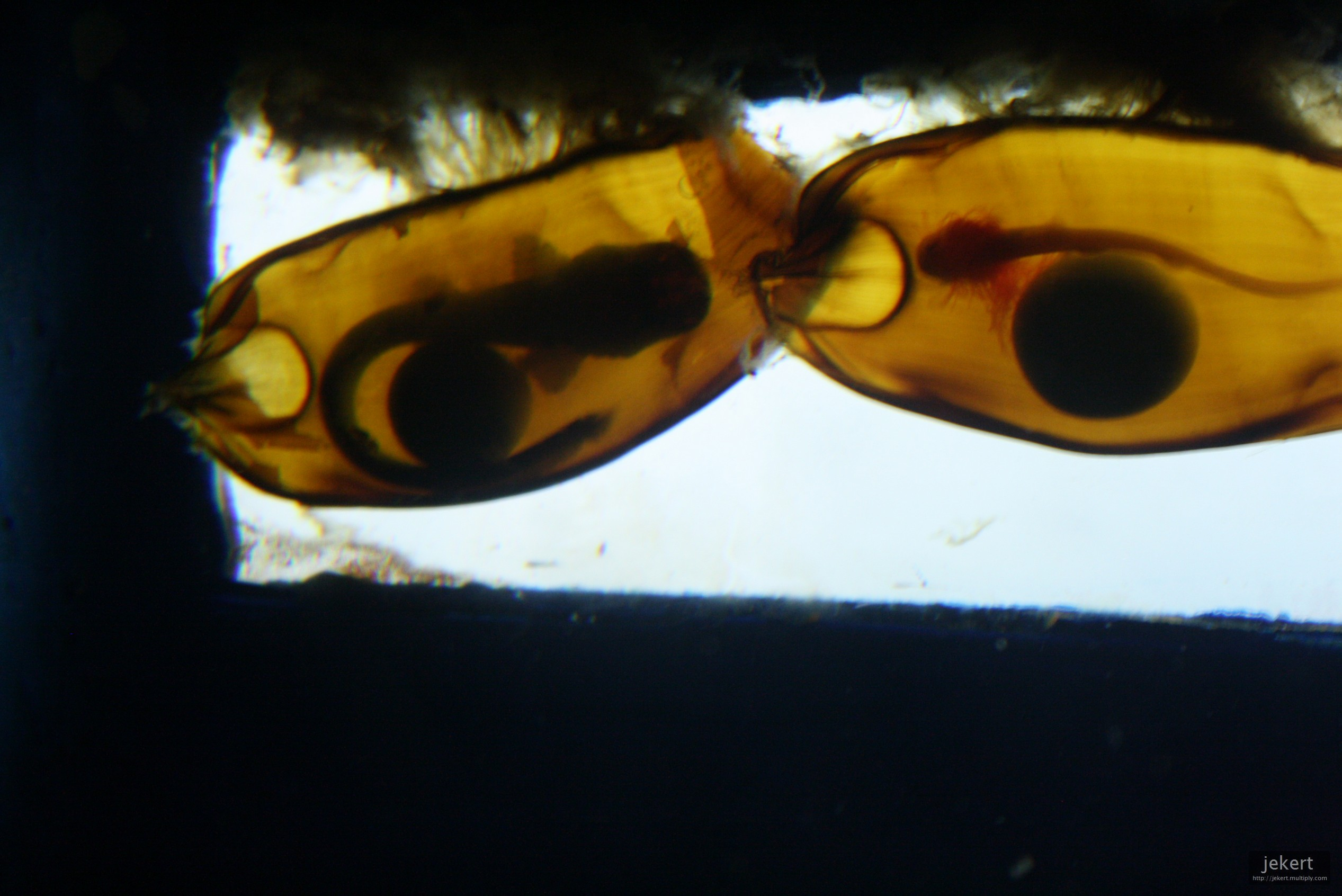
Яйца коричневополосых акул, заключённые в капсулы.

Коричневополосые кошачьи акулы ведут одиночный ночной образ жизни. Они часто встречаются внутри подводных расщелин и пещер. Они охотятся на костистых рыб и донных беспозвоночных. Эти акулы способны находиться на воздухе до 12 часов, что позволяет им выжить в береговой полосе. Они размножаются, откладывая округлые яйца размером 11х5 см. Длина новорожденных 13—17 см. Максимальный зарегистрированный размер 121 см. Половая зрелость у самцов и самок наступает при достижении длины 68—76 см и 62,9 см соответственно. В жабрах этих акул часто паразитируют равноногие рачки. Максимальная продолжительность жизни в неволе около 25 лет.

## Взаимодействие с человеком
Вид является объектом коммерческого рыбного промысла в водах Индии, Таиланда, Сингапура, Малайзии и Филиппин. В Австралии их также часто ловят закидными неводами и на крючок. Мясо употребляют в пищу. Коричневополосые кошачьи акулы подходят для содержания в частных аквариумах, где они способны размножаться. Наибольшую опасность для этого вида представляет ухудшение условий среды обитания, особенно разрушение рифов. Международный союз охраны природы присвоил этому виду статус сохранности «Близкий к уязвимому положению».